# 杉山神社 (横浜市西区)

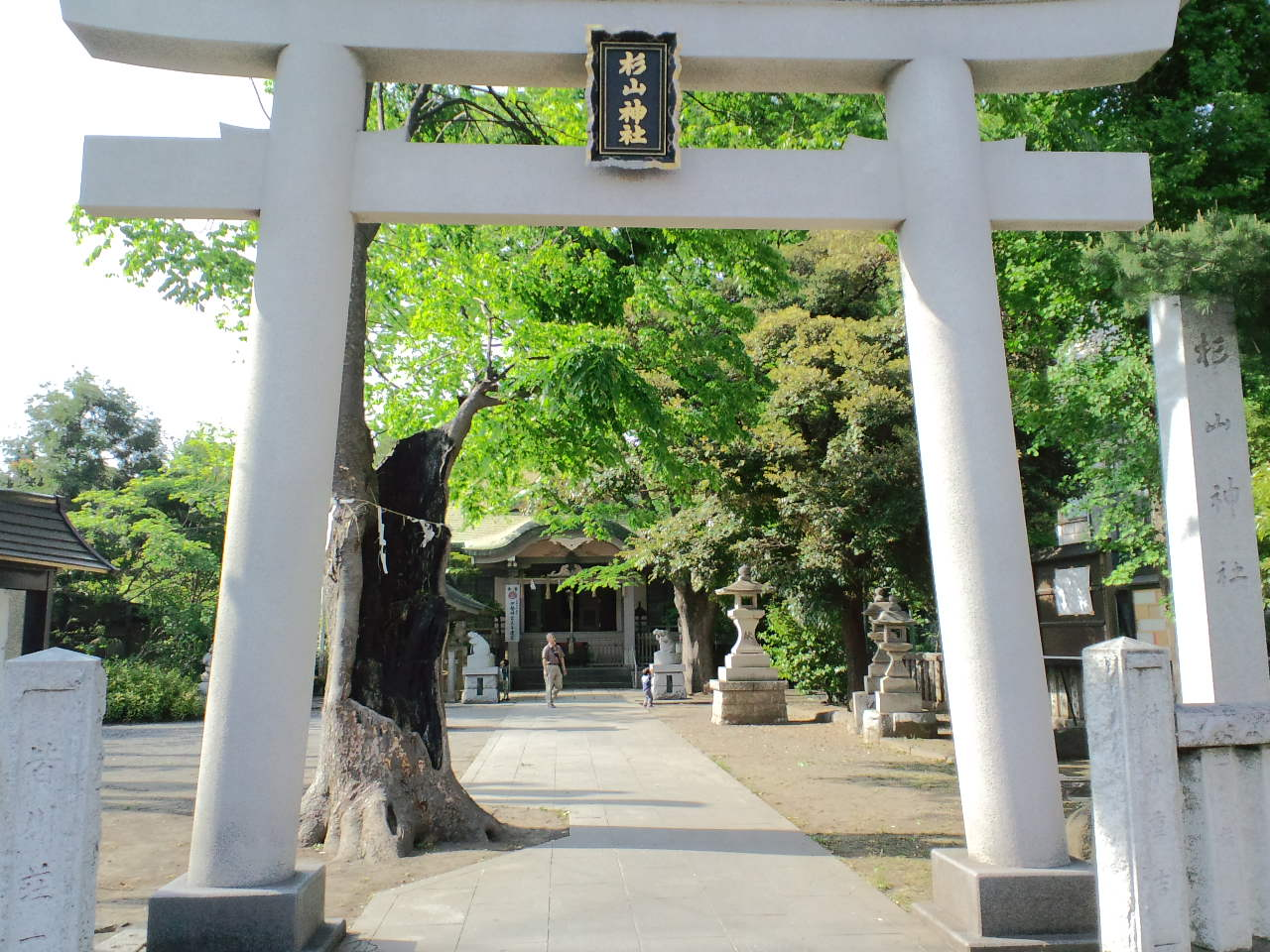
当社の鳥居、入ってすぐの左側には御神木が見える

杉山神社（すぎやまじんじゃ）は神奈川県横浜市西区にある神社。旧戸部村の鎮守で、横浜市内唯一かつ旧武蔵国の式内社である「杉山神社」の論社の一つとされている。旧戸部村に鎮座していたことから、戸部杉山神社（とべすぎやまじんじゃ）とも呼称される。

## 祭神
- 大己貴命（おおなむちのみこと）

※江戸時代までは薬師如来を本地仏としていた。

## 由緒・歴史
白雉3年（652年）、当地を開拓した杉山の一族が出雲大社の大己貴命の分霊を「塩田の浜」に祀ったと伝えられる。さらに当社の創建後には、近隣に「杉山」の名が付く神社が多くなったとも伝わる。
江戸時代には「杉山明神社」と称していた。また願成寺を別当寺とし、幕府より朱印地を与えられていた。その後、1873年（明治6年）には村社に列している。なお、現在の本殿は1956年（昭和31年）に再建されたものである。

## 境内

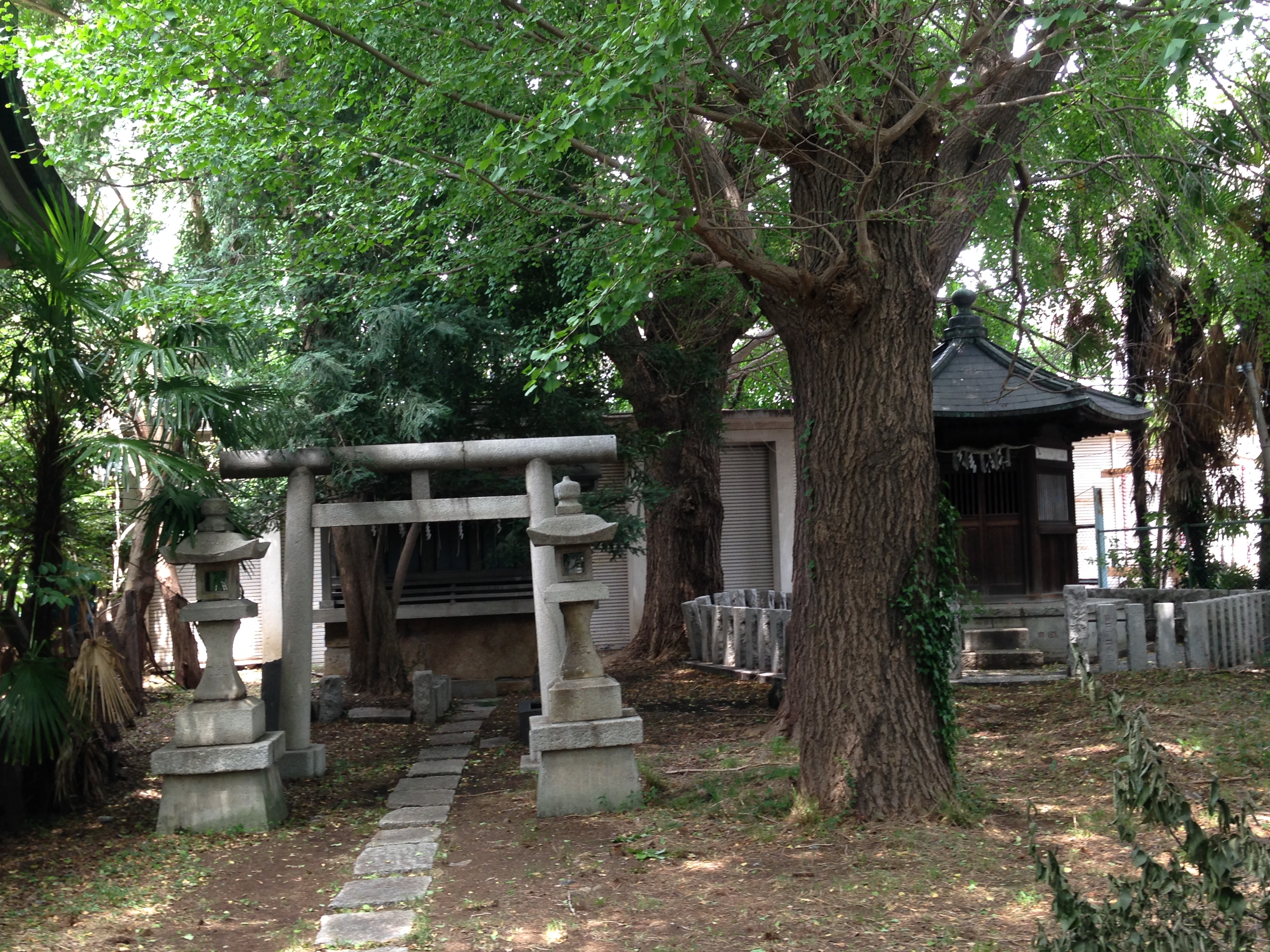
五社殿（左）と聖徳太子殿（右）
※フェンスの外側より撮影

境内の面積は約3,600m2で、以下の境内社や像などが設置されている。なお、境内社のエリアは「風紀衛生防犯上」の理由により閉鎖されているため、参拝を希望する場合は社務所に申し出る必要がある。
境内社
- 五社殿：社宮祠社（下記参照）に天神社（菅原道眞）、稲荷社（宇賀之御魂命）、山王社（大山咋神）、厳島社（市杵嶋姫命）、浅間社（木花開耶姫命）、三峯社（伊弉諾命、伊弉册命）を併せて「五社殿」として祀っている[1][2]。
  - 社宮祠社：古来「おしゃもじさま」と言われ、元々くらやみ坂にあった。祭神は猿田彦大神[2]。源頼朝の故事が残り、百日咳を治す利益があると伝えられる。柳田國男の『石神問答』で考察の対象とされた、いわゆる「シャグジ」である。
- 聖徳太子殿：豊聰耳命（聖徳太子の異称）が祀られる六角堂[2]。太子講が構成されている。

その他
- 神楽殿：当社駐車場に建てられている。
- 狛鼠：鼠は大己貴命の使いであることから、2002年（平成14年）に創建1350年を記念して建立された。台座は回転式で、拝殿に向かって右側がオス、左側がメスとなっている（男性は右側、女性は左側の狛鼠を一回転廻してお参りする）。
- 大黒天像：俳優の黒沢年雄が奉納した。

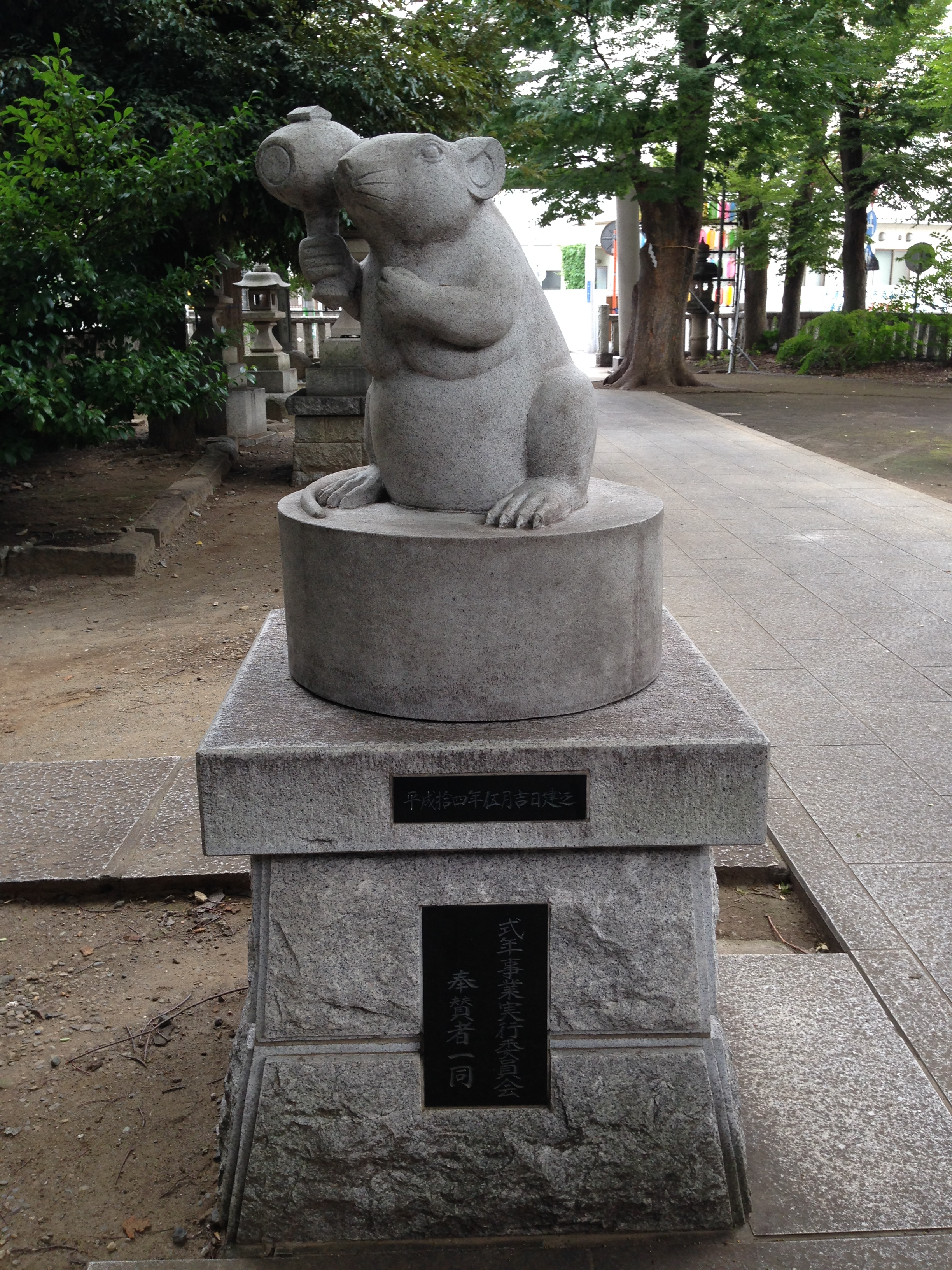
オスの狛鼠（正面）
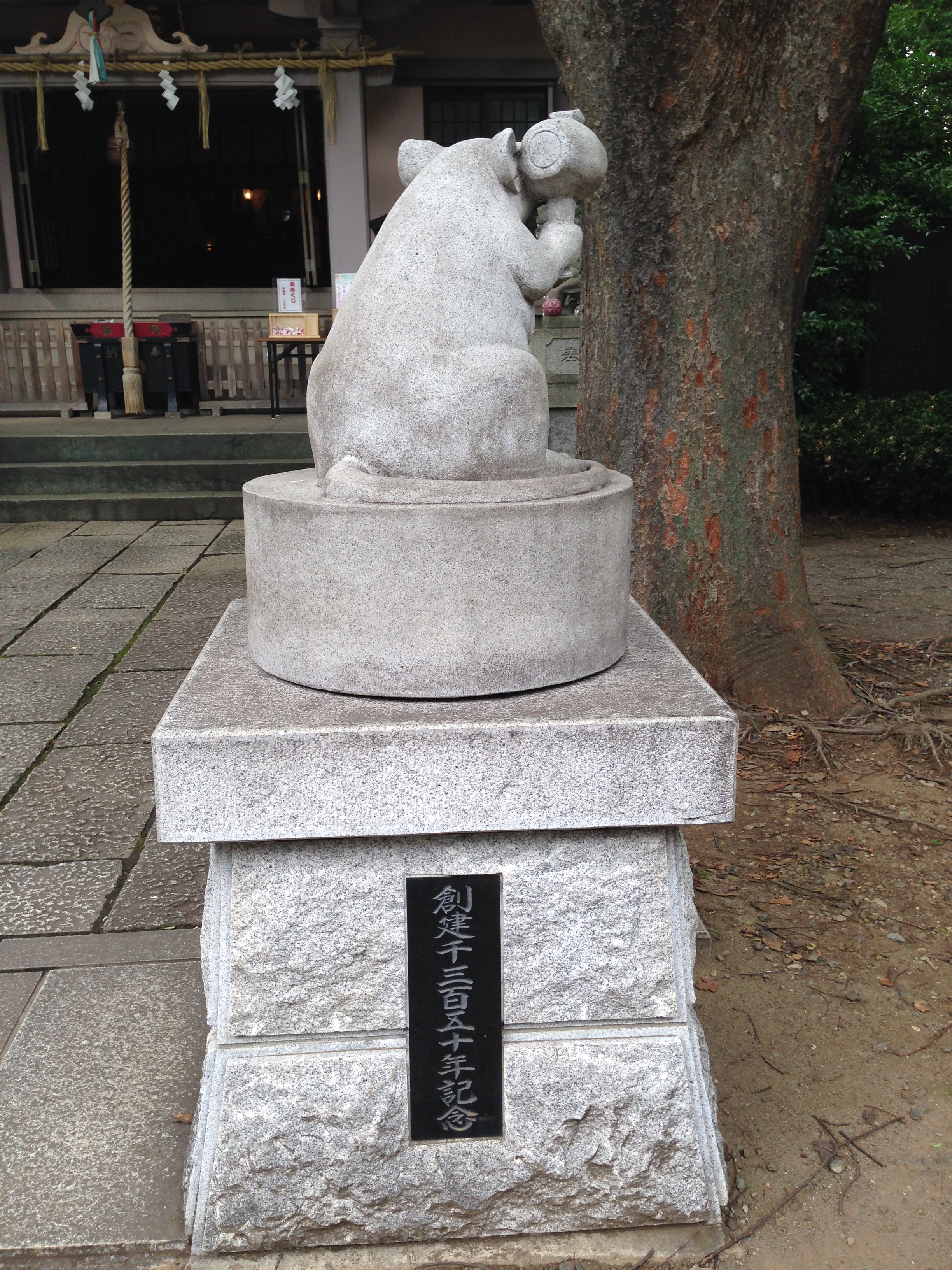
オスの狛鼠（背中）、「創建千三百五十年記念」とある
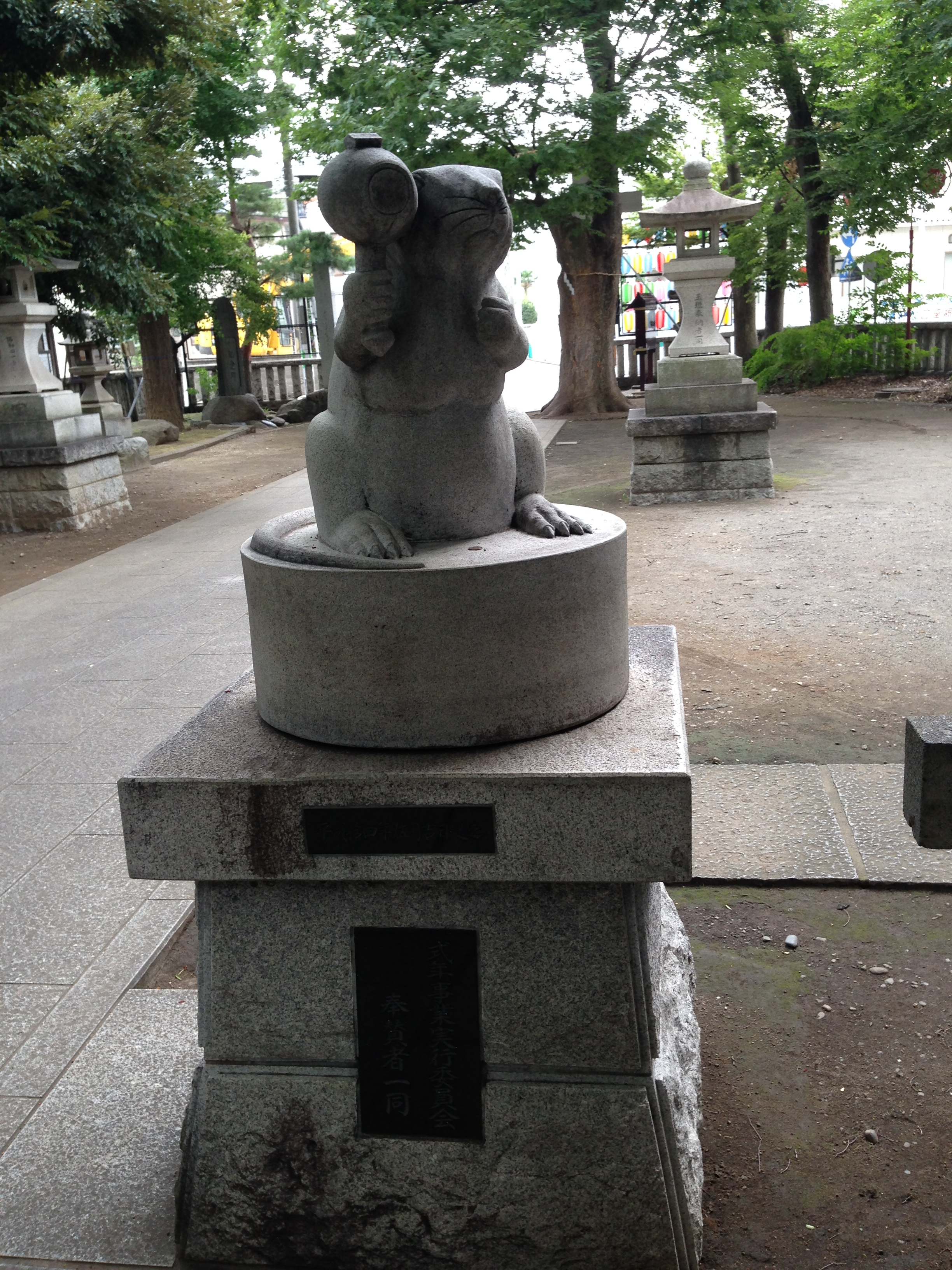
メスの狛鼠（正面）
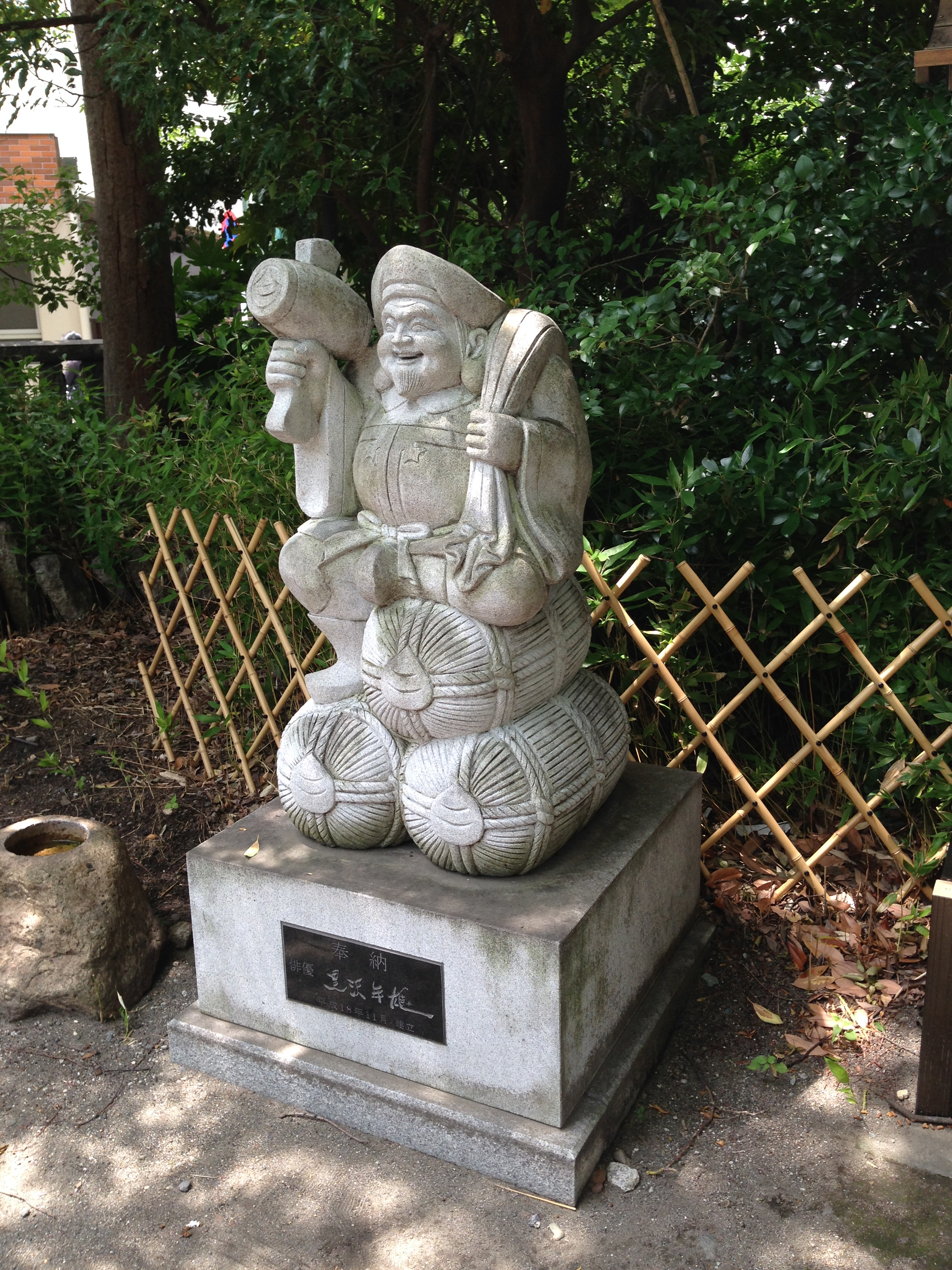
大黒天像

## 祭事・年中行事
詳細は「神社庁のサイト」を参照。
- 例祭：8月20日
- 太子祭：1月22日、4月22日、9月22日
- 末社祭：4月22日
- 鎮火祭：12月1日
- 月次祭：毎月1・15日

## その他
杉山神社は河川沿いにある場合が多いが、当社は帷子川水系の石崎川沿いに鎮座している。また、境内からは古墳が一基発見されている。
なお当社は、横浜市南区南太田にある杉山神社（横濱水天宮）の兼務社となっている。

## 所在地・交通
神奈川県横浜市西区中央1-13-1
- 京急本線「戸部駅」より徒歩約7分

## ギャラリー

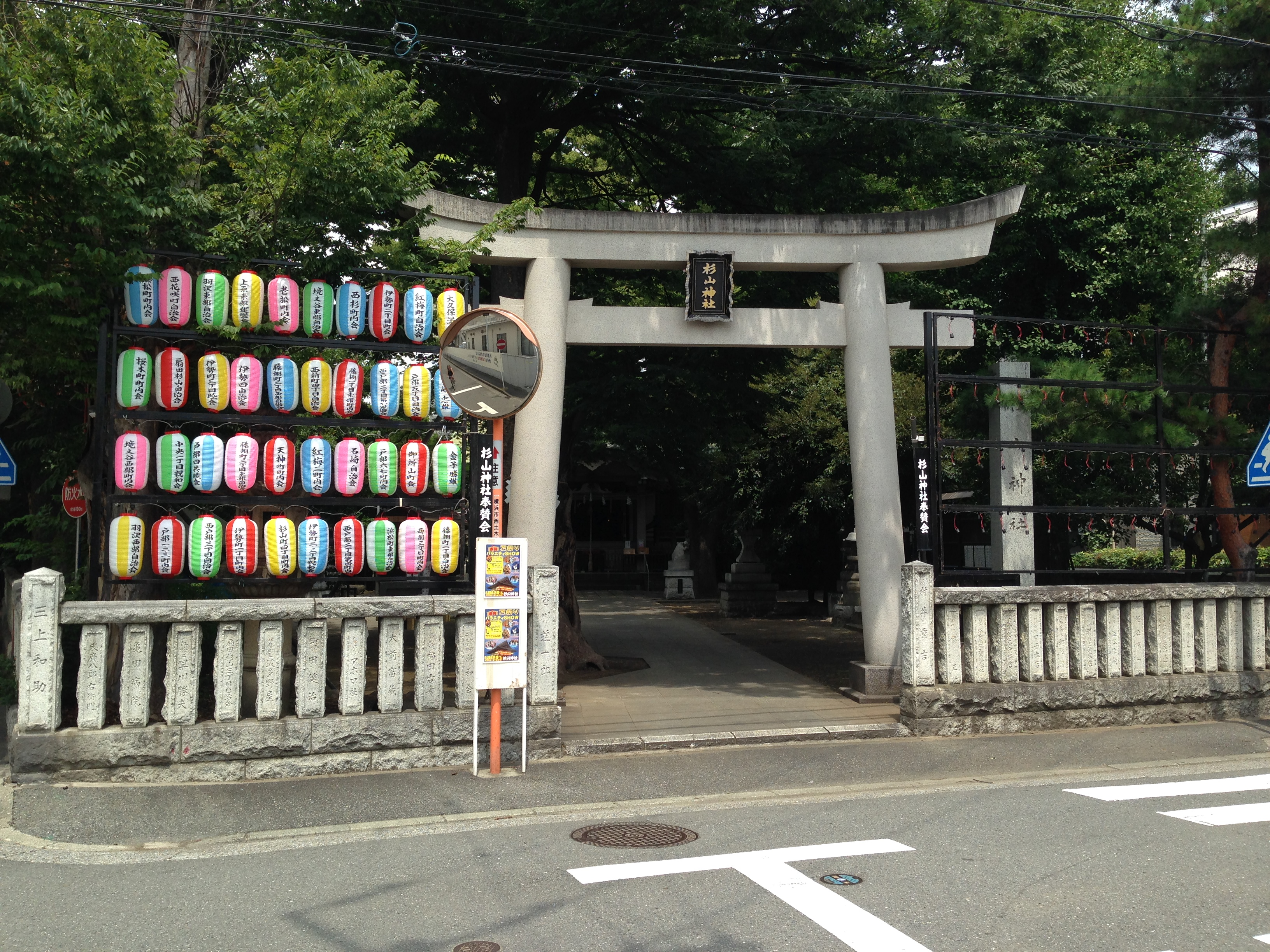
8月の例祭前のため鳥居の左側に提灯が設置されている
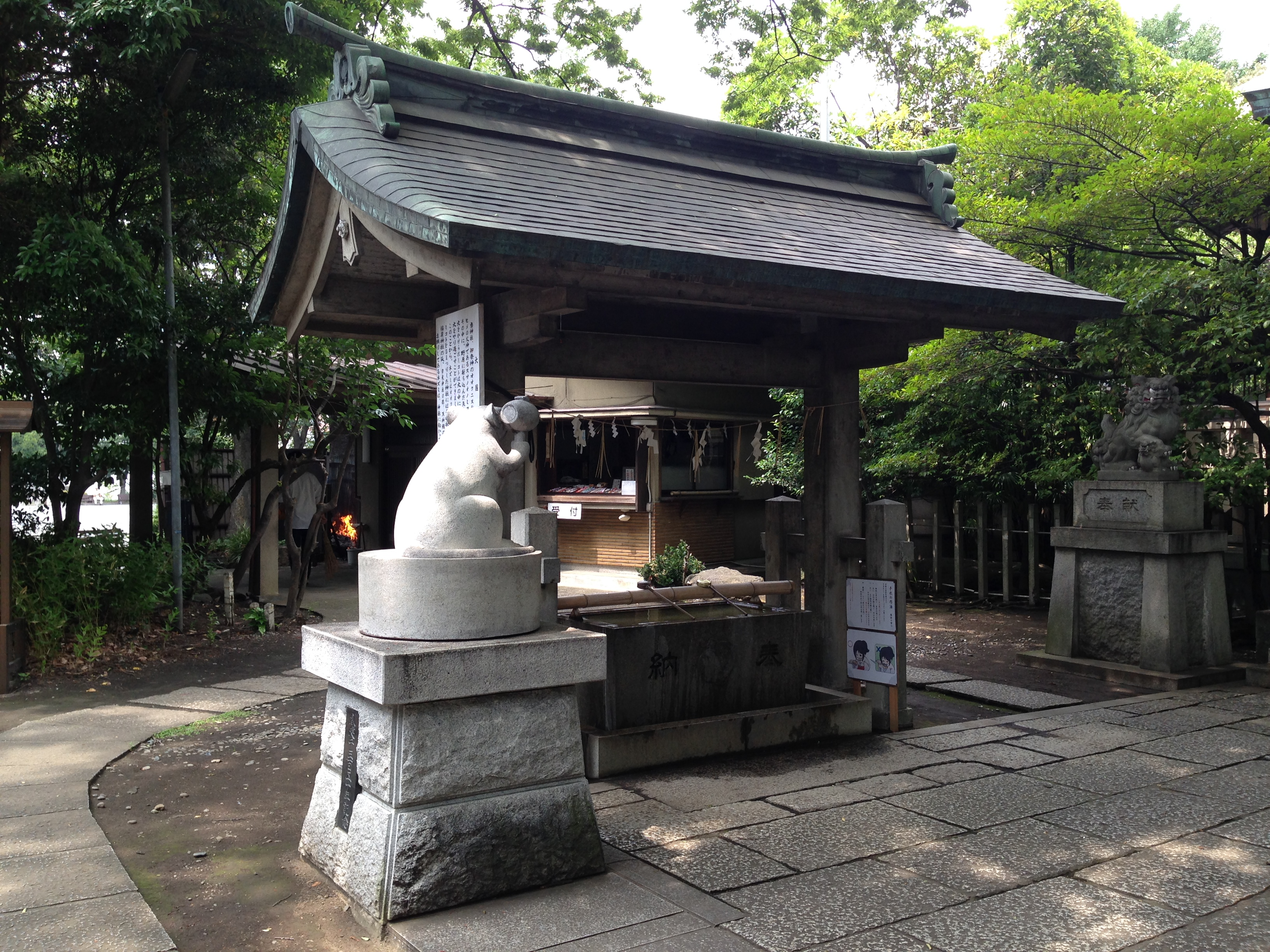
手水舎、手前に狛鼠が見える
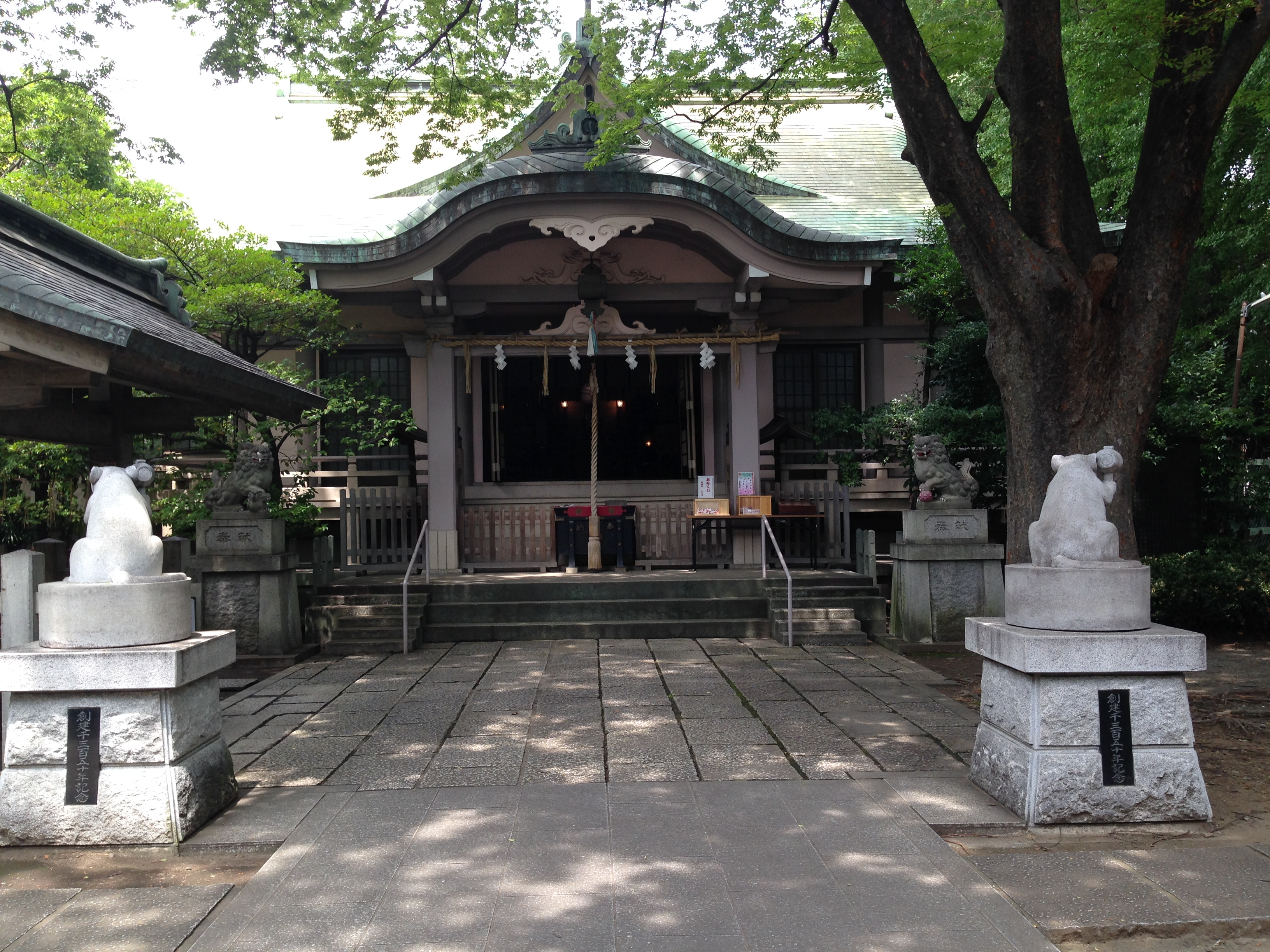
拝殿に向かって二体の狛鼠が設置されている（右がオス、左がメス）
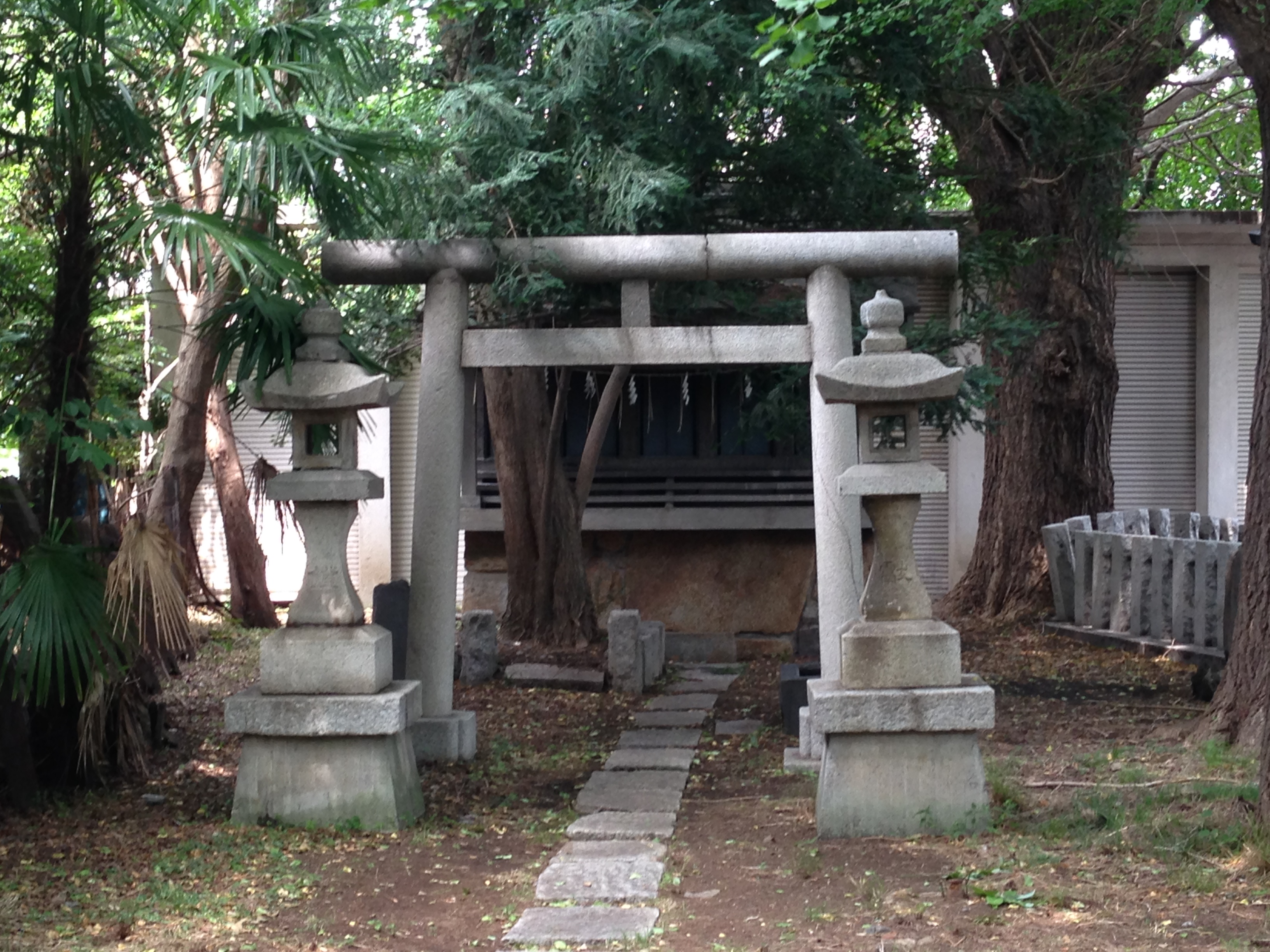
境内社の五社殿
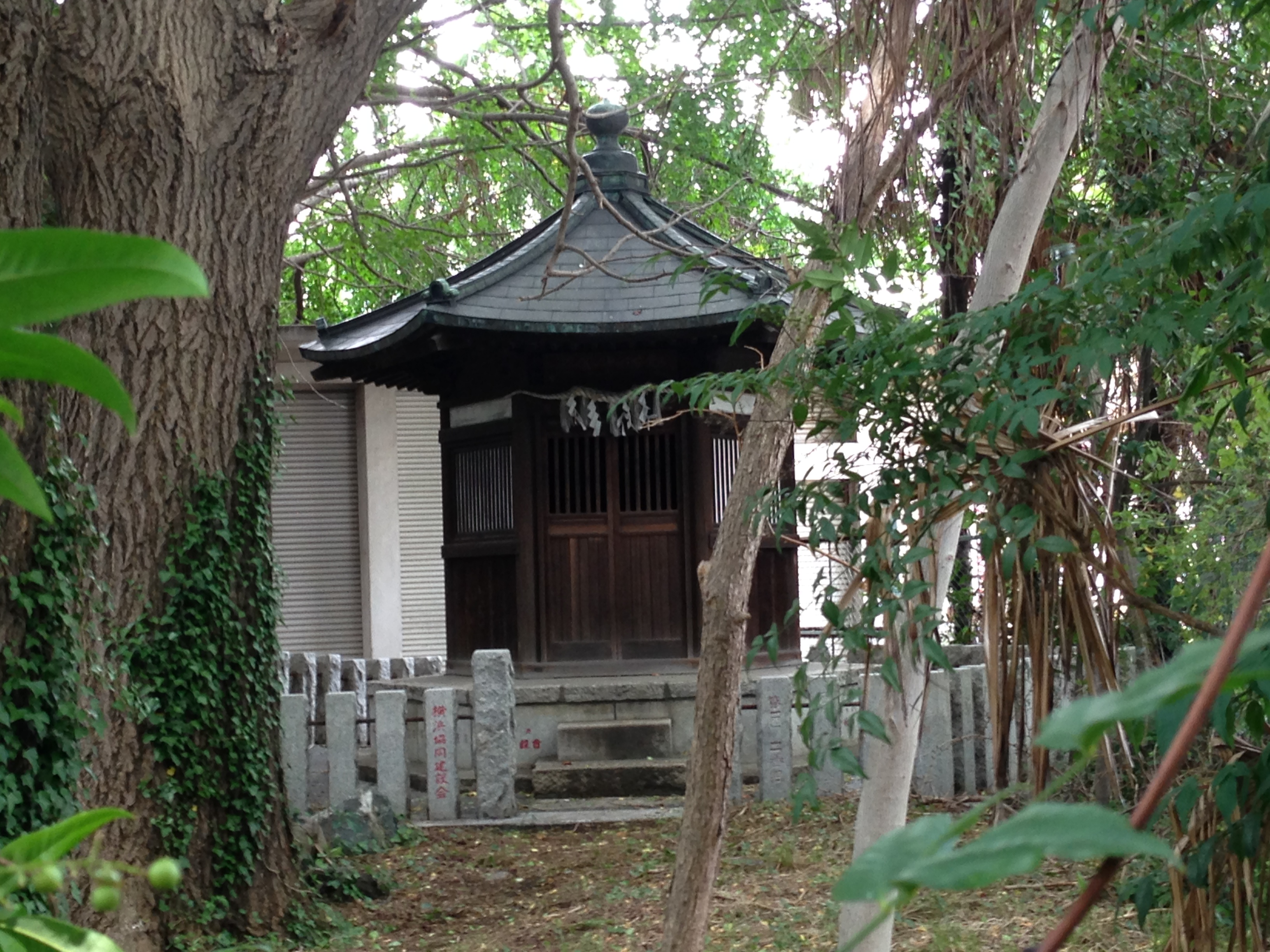
境内社の聖徳太子殿